# 馬凱莫環礁
馬凱莫環礁（Makemo）是南太平洋法屬波利尼西亞的環礁，屬於土阿莫土群島的一部分，由同名市镇管辖，長69.7公里、寬16.9公里，土地面積56平方公里，潟湖面積600平方公里，島上有機場設施，2022年人口816。

## 外部連結
- （页面存档备份，存于）
- Atoll names
- History,   （页面存档备份，存于） &
- Mormons in Makemo （页面存档备份，存于）
- Atoll list (in French) （页面存档备份，存于）
- （页面存档备份，存于）